# Dubioniscus marmoratus
Dubioniscus marmoratus är en kräftdjursart som beskrevs av Lemos de Castro 1970. Dubioniscus marmoratus ingår i släktet Dubioniscus och familjen Dubioniscidae. Inga underarter finns listade i Catalogue of Life.